# جون هاميلتون
جون هاميلتون (بالإنجليزية: John Hamilton)‏ (1 يناير 1880 - ) هو لاعب كرة قدم بريطاني (وحمل سابقاً جنسية المملكة المتحدة لبريطانيا العظمى وأيرلندا) في مركز الوسط. لعب مع وست هام يونايتد.